# Лупандин, Василий Фёдорович
Василий Фёдорович Лупандин (?—1779) — русский контр-адмирал.

## Биография
О времени рождения сведений нет. 1 ноября 1744 года был произведён в гардемарины и до 1758 года ежегодно находился в плаваниях в Балтийском море, участвовал в переходе из Архангельска в Кронштадт; 24 мая 1748 года был произведён в мичманы, 13 ноября 1751 года — в унтер-лейтенанты, с 22 января 1757 года — в лейтенанты.
Командуя пакетботом «Меркуриус», в 1758 году плавал между Кронштадтом и Любеком; в 1759 году, командуя пинком «Кола», плавал из Кронштадта в Пиллау.
Был произведён 18 февраля 1760 года в капитан-лейтенанты. Был в кампании на корабле «Святой Андрей», в плавании в Балтийском море.
С 10 апреля 1762 года — капитаны 3-го ранга. В сентябре того же года был определён в штат морского кадетского корпуса.
Был произведён 10 апреля 1764 года в капитаны 2-го ранга; командовал кораблем «Святая Наталия».
С 1 января 1765 года — капитан 1-го ранга. Командуя пакетботом «Сокол», плавал в эскадре адмирала Семёна Ивановича Мордвинова.
В 1766—1767 гг. командовал кораблем «Захарий и Елизавета».
В 1769 году, командуя новопостроенным в Архангельске 66-пушечным кораблем «Ростислав» (тип «Слава России»), совершил переход из Архангельска в Копенгаген, где поступил в эскадру адмирала Григория Андреевича Спиридова. в следующем году, командуя тем же кораблем, участвовал в морейской экспедиции и в Чесменском сражении, а в 1771—1772 годах крейсеровал в Архипелаге, откуда в марте 1772 года из-за болезни прибыл в Санкт-Петербург, где 31 декабря был произведён в капитаны бригадирского ранга, 2 февраля 1773 года получил орден Св. Георгия 4-го класса (со старшинством 9 июля 1771). Командуя 66-пушечным кораблем «Дерись», плавал в эскадре контр-адмирала Крестьяна Михайловича Базбаля до Кеге бухты.
Был уволен от службы с чином контр-адмирала 29 апреля 1776 года.
Умер в сентябре 1779 года, похоронен 15 сентября на Лазаревском кладбище Александро-Невской лавры.